# 精液過剩症
精液過剩症（Hyperspermia）為一医学術語，當一位男性有異常大的射精（或精液）量時謂之。精液過剩症的男性通常比沒有此症狀的男性有較高的性欲。精液過剩症與精液減少症（hypospermia）是呈現對立的症狀，在人類中精液過剩症通常的定義是每次的射精（或精液）量超過5.5毫升。精液過剩症的男性平均輸出精液量的範圍是每次射精量介於5-50毫升之間，而且在單一的性活動中能夠有多次的射精次數。百分之三的男性能夠在任何給定的時間內有多次的射精次數。